# Antonina Krzysztoń

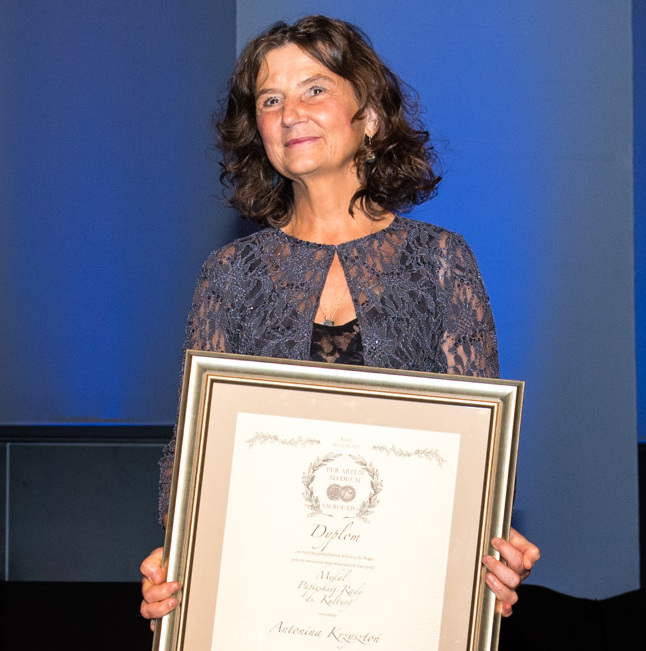
Antonina Krzysztoń

Antonina Krzysztoń (sinh ngày 13 tháng 6 năm 1954 tại Kraków) là một ca sĩ và nhạc sĩ người Ba Lan. Bà được Tổng thống Ba Lan Lech Kaczyński trao tặng Huân chương Polonia Restituta vào ngày 3 tháng 5 năm 2006.

## Đĩa nhạc
- 1990 Inne światy
- 1992 Pieśni postne
- 1993 Takie moje wędrowanie
- 1995 Czas bez skarg
- 1996 Kiedy przyjdzie dzień
- 1998 Każda chwila
- 2000 Wołanie
- 2000 Złota kolekcja "Perłowa Łódź"
- 2004 Dwa księżyce[3]